# Habronattus orbus
Habronattus orbus là một loài nhện trong họ Salticidae.
Loài này thuộc chi Habronattus. Habronattus orbus được Griswold miêu tả năm 1987.